# 甲賀組
甲賀組（こうがぐみ）は、江戸幕府における百人組の一つ。百人組は鉄砲足軽百人が配属されたことから鉄砲百人組とも称される。

## 概略
関ヶ原の戦いにおいて山岡景友が長束正家を撃破し、伊勢方面の西軍方の城を攻略した功績を称えられて9000石を拝領、うち4000石を甲賀衆給分として伏見城の戦いで討死した甲賀衆の子弟から与力十人、同心百人を付属させられた。これが甲賀組の始まりである。江戸幕府が成立すると千駄ヶ谷に組屋敷、権田原に鉄砲場を拝領し、大手三門の警備を担当した。大坂の陣でも高性能の大砲を鋳造して功績を上げた。

## エピソード
- 甲賀組の同心たちも時代が進むと窮乏し、内職を行うようになった。甲賀組同心には傘張りの熟練者が多かったという。